# 袖ケ浦市立昭和小学校
袖ケ浦市立昭和小学校（そでがうらしりつ しょうわしょうがっこう）は、千葉県袖ケ浦市坂戸市場にある公立小学校。

## 沿革
- 1873年（明治6年）6月 - 神納小学校を光曜寺に設立。
- 1874年（明治7年） - 神蔵寺に移転。
- 1878年（明治11年）7月 - 奈良輪校と合併。
- 1881年（明治14年）4月 - 奈良輪小学校と分離、神納小学校を設置。
- 1888年（明治21年）3月 - 共進校（飯富）と合併。
- 1890年（明治23年）1月 - 共進校と分離、神納尋常小学校を設置。
- 1895年（明治28年）12月 - 神納、楢葉、長浦の三村による組合立明誠高等小学校を設立。
- 1900年（明治33年）6月 - 神納、楢葉校を合併し組合立県尋常小学校を設立。
- 1902年（明治35年）9月 - 県小学校を解散し、神納、楢葉校を設立。
- 1928年（昭和3年）4月 - 神納、楢葉校を廃止、昭和尋常高等小学校を設立。
- 1941年（昭和16年）4月 - 国民学校令により、昭和町立昭和国民学校と改称。
- 1947年（昭和22年）4月 - 学制改革により、昭和町立昭和小学校と改称。
- 1955年（昭和30年）3月 - 町村合併により、袖ヶ浦町立昭和小学校と改称。
- 1965年（昭和40年）2月 - 校歌制定。
- 1977年（昭和52年）11月 - 第1回昭和小祭開催。
- 1978年（昭和53年）11月 - 創立50周年記念式典挙行し、シンボルモニュメントを制作。
- 1982年（昭和57年）3月 - 昭和中学校移転により、体育館と運動場を移管。
- 1983年（昭和58年）4月 - 袖ヶ浦町立奈良輪小学校を分離。
- 1989年（平成元年）10月 - 校舎外装改修工事完了。
- 1991年（平成3年）4月1日 - 袖ケ浦町の市制施行により、袖ケ浦市立昭和小学校と改称。
- 1994年（平成6年）9月 - 体育館改修工事完了。
- 2000年（平成12年）12月 - 耐震補強工事完了。
- 2006年（平成18年）11月 - 昭和小祭り30周年。
- 2007年（平成19年）2月 - 南極昭和基地とテレビ会議実施。
- 2010年（平成22年）1月 - 公務用パソコン1人1台（計30台）設置。
- 2012年（平成24年）11月 - プール解体、屋内運動場新築工事起工。
- 2013年（平成25年）8月 - 屋内運動場新築工事完了。
- 2015年（平成27年）6月 - プール新築工事完了。
- 2019年（令和元年）7月 - 全教室にエアコン完備、トイレ改修工事。

## 通学区域と進学先中学校
出典

### 通学区域
- 坂戸市場
- 奈良輪1丁目
- 奈良輪2丁目
- 神納1丁目
- 神納2丁目
- 福王台1丁目
- 福王台2丁目
- 福王台3丁目
- 奈良輪（1番地～162番地・1197番地・1301番地～1341番地）
- 神納（1番地～2290番地・2293番地～2310番地・2331番地1号・2331番地4号・2730番地～2736番地・2740番地～2744番地・2749番地～2830番地・2833番地・2834番地・2849番地～3100番地・3107番地～3113番地・3249番地～3278番地・3281番地～3290番地・3360番地～3633番地・4183番地～4328番地）

### 進学先中学校
- 袖ケ浦市立昭和中学校

## 周辺
- 袖ケ浦市役所
- 袖ケ浦市保健センター
- 袖ケ浦市立中央図書館
- 坂戸神社
- 坂戸の森公園

## 交通
- JR内房線袖ケ浦駅（南口）から、徒歩約610m・約9分。